# Eurytemora foveola
Eurytemora foveola is een eenoogkreeftjessoort uit de familie van de Temoridae. De wetenschappelijke naam van de soort is voor het eerst geldig gepubliceerd in 1961 door Johnson M.W..